# Lukáš Schut
Lukáš Schut (* 9. Dezember 1985 in Most) ist ein tschechischer Fußballspieler und spielt derzeit beim FK Baník Sokolov. 

## Karriere
Nach sieben Jahren bei seinem Heimatverein Baník Most (und während dieser Zeit auch  leihweise bei  Čáslav und Žižkov) wechselte er 2012 nach Deutschland zum SSV Markranstädt in die Oberliga Nordost. Anschließend, im Sommer 2013, zum Ligakonkurrenten FC Einheit Rudolstadt. Nach nur einem halben Jahr wechselte er in der Wintertransferperiode zurück in seine tschechische Heimat zum FK Baník Sokolov.